# Agriphila
Agriphila (лат.) — род бабочек из семейства огнёвок-травянок.
Размах крыльев 16—18 мм. Усики пильчатые. Представители данного рода характеризуются следующими признаками:
- передние крылья жёлтые, с коричневыми чешуйками на продольных жилках;
- у большинства видов на передних крыльях имеется срединная продольная полоска белого цвета;
- губные щупики длинные, в четыре-пять раз длиннее диаметра глаз;
- лоб отчётливо выступает над глазами, с остриём.

## Классификация
Известно около 130 видов, см. список.
- Agriphila aeneociliella
- Agriphila argentistrigella
- Agriphila biarmica
- Agriphila cyrenaicella
- Agriphila geniculea
- Agriphila inquinatella
- Agriphila poliella
- Agriphila selasella
- Agriphila straminella
- Agriphila tersella
- Agriphila tristella
- другие